# 吹田市立吹田第三小学校
吹田市立吹田第三小学校（すいたしりつ すいただいさん しょうがっこう）は、大阪府吹田市にある公立小学校。
従来の三島郡吹田第一尋常小学校（現在の吹田市立吹田第一小学校）および吹田第二尋常小学校（現在の吹田市立吹田第二小学校）の校区を再編し、1931年に当時の三島郡吹田町に開校した。

## 沿革
- 1931年4月1日 - 三島郡吹田第三尋常小学校として開設。当初は吹田第一尋常小学校内に仮校舎を設置。
- 1931年7月28日 - 新校舎落成。開校式を実施し、新校舎に移転。
- 1940年4月1日 - 吹田町など4町村合併で吹田市が発足したことに伴い、吹田市吹田第三尋常小学校に改称。
- 1941年4月1日 - 国民学校令により、吹田市吹田第三国民学校に改称。
- 1947年4月1日 - 学制改革により、吹田市立吹田第三小学校に改称。
- 1951年7月 - 新校歌制定。
- 1964年4月 - 吹田市立吹田第三幼稚園を学校敷地内に併設。
- 1969年5月15日 - 済生会吹田病院内に院内学級を設置。
- 1970年4月8日 - 済生会吹田病院院内学級を廃止（分離・移管）。
- 2005年4月26日 - 卒業生の物理学者・米沢富美子が記念講演。

## 通学区域
- 吹田市 昭和町、末広町、日の出町、高城町、高浜町、南高浜町、内本町

卒業生は基本的に吹田市立第五中学校に進学する。

## 出身者
- 米沢富美子 - 物理学者。

## 交通
- 東海道本線（JR京都線） 吹田駅 東へ約1km。
- 阪急京都線 相川駅 北東へ約850m。